# Catrin Altzschner
Catrin Altzschner (* 4. Juni 1985 in Duisburg) ist eine deutsche Hörfunkmoderatorin und Autorin.

## Leben
Catrin Altzschner machte an der Universität Duisburg-Essen im Jahr 2009 einen Magister in Germanistik und Geschichte.
Ab 2011 arbeitete sie erst als freie Mitarbeiterin, dann im Rahmen eines Volontariats, bei Radio Duisburg, moderierte dort diverse Sendungen im Tagesprogramm und arbeitete als Reporterin und Redakteurin. 2011 erhielt sie den LfM-Hörfunkpreis in der Kategorie „Service“, im darauffolgenden Jahr einen Anerkennungspreis in der Kategorie „Projekte/Serie“ für das crossmediale Projekt „1er von 500.000“.
2014 wechselte sie als Moderatorin und Redakteurin zu You FM, dem jungen Sender des Hessischen Rundfunks. Im gleichen Jahr begann sie als freie Autorin bei 1 Live, dem jungen Programm des Westdeutschen Rundfunks. Anfang 2018 strahlte 1 Live zwei Staffeln von jeweils acht Folgen der Sendung „Fuck Forward“ im linearen Programm und als Podcast aus. „Fuck Forward“ war eine Sendung über Sexualität und Beziehungen, die von Catrin Altzschner konzipiert und moderiert wurde. Es ging darin um persönliches Erleben, Konzepte aus der Sexual- und Paartherapie, Feminismus, Beziehungen zu einem selbst, zu Dritten und zur Gesellschaft. Seit Mitte 2019 wurde die Sendung wöchentlich ausgestrahlt: 2019 zunächst als Call-In-Format, also mit Hörerbeteiligung; seit 2020 trifft Catrin Altzschner wieder einzelne Protagonisten. Die Sendungen sind weiter als Podcast verfügbar. Im Jahr 2020 wurde die Sendung in „1Live Intimbereich“ umbenannt.
2022 erschien ihr erstes Buch mit dem Titel Give fck. Zwischen Sexualität, Tabu und Selbstbestimmung – Warum Sexarbeit uns alle etwas angeht beim „&Töchter“-Verlag in München.  In dem Buch beleuchtet die Autorin kontroverse Diskussionen rund um das Thema Sexarbeit, beschäftigt sich mit der aktuellen Gesetzeslage in Deutschland, insbesondere dem Prostituiertenschutzgesetz, und zeigt sozioökonomischen Zusammenhänge zwischen Stigmatisierung, Zuwanderung, Patriarchat, Misogynie, Sexualmoral auf, die die Sexarbeit berühren. Dabei sucht sie immer wieder den Anschluss zur Mehrheitsgesellschaft. In verschiedenen Porträts zeigt sie die persönliche Perspektiven und Lebensentwürfe von Sexarbeitenden. Das Buch entzieht sich einer klaren Haltung, ob Sexarbeit erlaubt oder verboten werden sollte und animiert den Leser zur eigenen Meinungsbildung.
2023 erschien der Podcast „Das Glückskarussell“, den Altzschner zusammen mit Martin Frank für das Deutsche Hygiene-Museum in Dresden konzipierte. In vier Folgen sucht der Podcast nach kulturwissenschaftliche Antworten auf die Frage „Was macht uns glücklich?“. Altzschner steuerte zudem vier Reportagen bei.

## Buch
- 2022: Give a fck. Über Sexarbeit und warum sie uns alle etwas angeht,  ISBN 978-3-948819-06-4